# Jonas Ranter
Jonas Ranter (* 3. März 1860 in Mareit; † 7. August 1931 in Innsbruck-Pradl) war ein österreichischer Maler und Restaurator.

## Leben

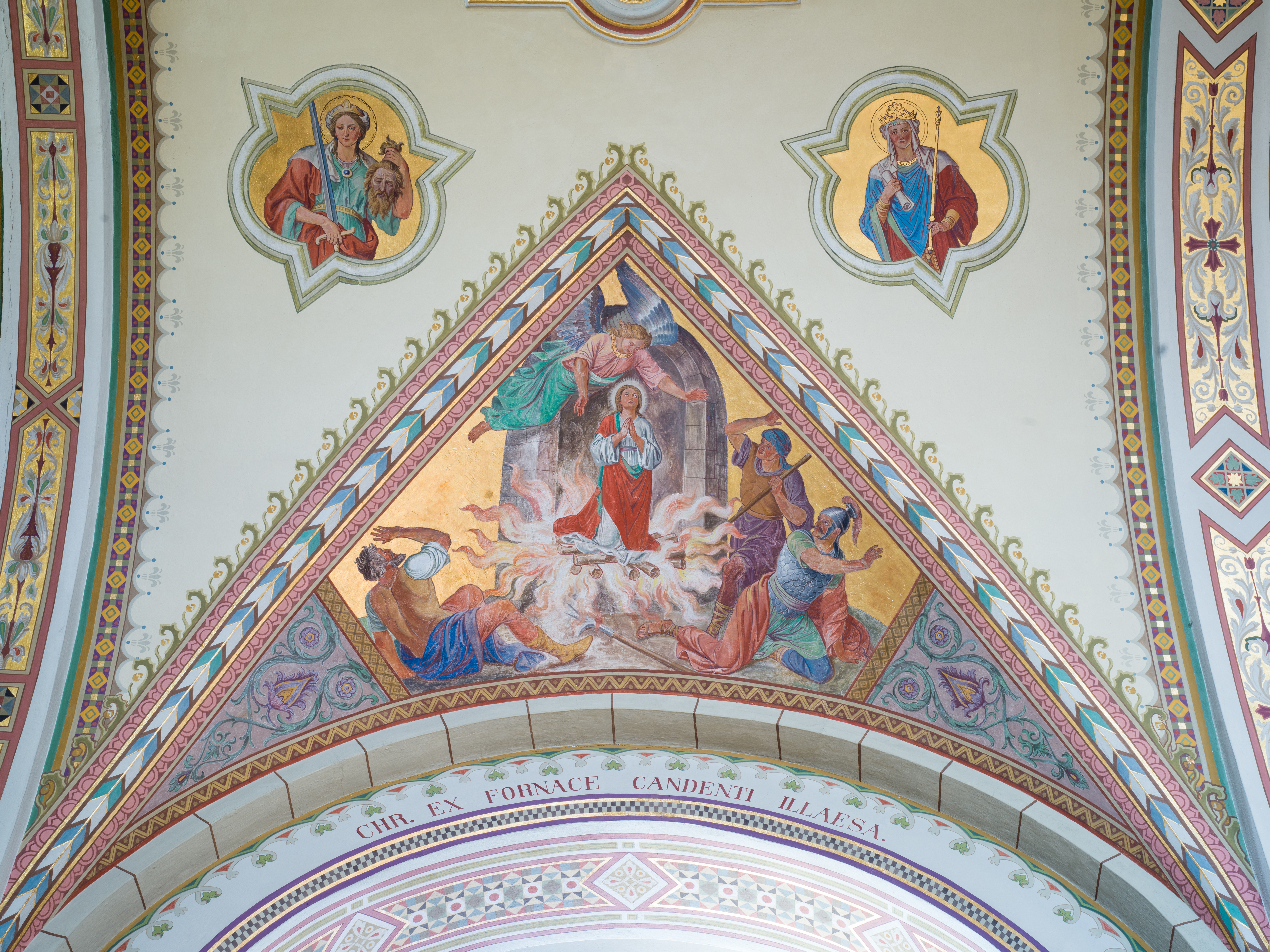
Christina im Brennofen, Pfarrkirche St. Christina in Gröden

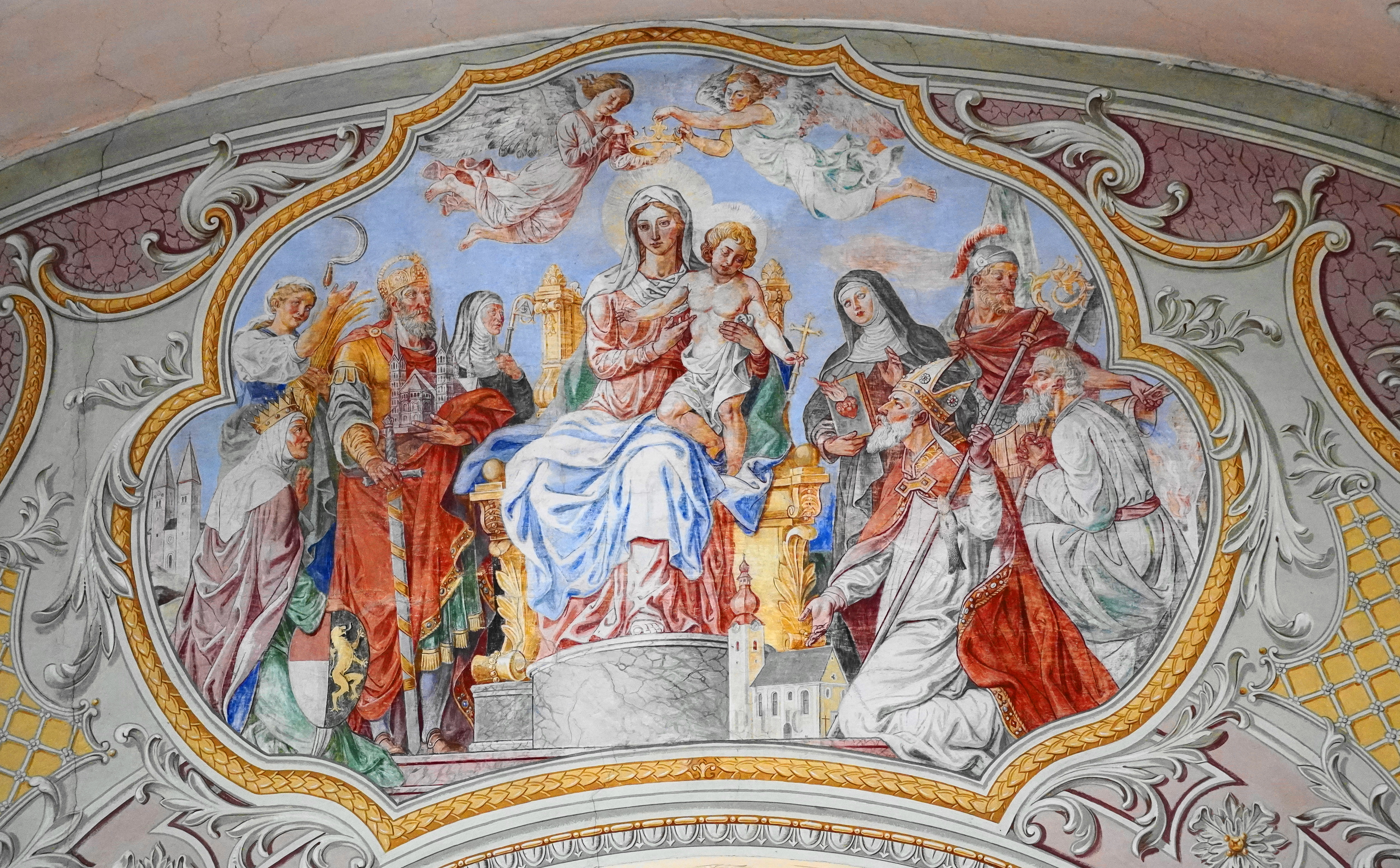
Fresko am Chorbogen, Pfarrkirche Bad Kleinkirchheim

Der Bauernsohn studierte ab Oktober 1879 in der Antikenklasse der Akademie der bildenden Künste München bei Alexander Strähuber, Alois Gabl, Johann Caspar Herterich und Otto Seitz. Er schuf insbesondere Wand- und Deckengemälde für Tiroler und Kärntner Kirchen in einem nazarenischen oder neubarocken Stil. Viele Jahre war er in der Tiroler Glasmalerei und Mosaik Anstalt in Innsbruck tätig, wo er zahlreiche Entwürfe für Kirchenfenster erstellte. Daneben war er auch als Restaurator tätig.

## Werke
- Wand- und Deckengemälde, Pfarrkirche Kastelruth (mit Eduard Burgauner), 1894–1899[3]
- Wandgemälde, Pfarrkirche Oberolang, um 1900[4]
- Wand- und Deckenmalereien, Herz-Jesu-Kirche, Innsbruck, 1904[5]
- Wand- und Deckenmalereien, Herz-Jesu-Kirche, Bozen, 1905–1910[6]
- Fresken, Pfarrkirche St. Christina in Gröden, 1910[7]
- Deckenmalereien, Pfarrkirche Bad Kleinkirchheim, 1926–1928[8]
- Bilder an den Seitenwänden des Presbyteriums und Kreuzwegstationen, Blasiuskirche, Völs, 1928[9][10]
- Freskomedaillon hl. Josef, Bauernhaus Vestl, Fulpmes[11]
- Wandbild Anbetung der Hirten, Bauernhaus Zwengen, Fulpmes[12]
- Ostergräber für die Pfarrkirche Mals, Pfarrkirche Untermieming und die Innsbrucker Jesuitenkirche (heute in der Pfarrkirche Neustift im Stubaital)[13]